# Apple A14
Apple A14 Bionic là một bộ vi xử lý 64-bit ARMv8.5-A được thiết kế bởi công ty Apple Inc. Con chip này xuất hiện trên các dòng iPad Air thế hệ 4 và iPad thế hệ 10, iPhone 12 Mini, iPhone 12, iPhone 12 Pro, và iPhone 12 Pro Max.

## Thiết kế
Apple A14 Bionic gồm một CPU sáu nhân 64-bit của Apple kiến trúc ARMv8, trong đó gồm có hai nhân hiệu suất cao có tên gọi là Firestorm và bốn nhân tiết kiệm điện được gọi là Icestorm.
Apple công bố rằng Apple A14 Bionic có hiệu suất CPU nhanh hơn 40% so với A12, trong khi hiệu suất GPU nhanh hơn 30% so với A12. Nó được trang bị bộ xử lý thần kinh 16 nhân nhanh gấp 2 lần. Neural Engine có thể xử lý lên đến 11 nghìn tỷ phép mỗi giây. Ngoài Neural Engine riêng biệt, CPU A14 còn có bộ tăng tốc nhân vô hướng ma trận học máy thế hệ thứ hai (mà Apple gọi là khối AMX) nhanh gấp 10 lần. A14 còn được trang bị hệ thống xử lý ảnh giúp tăng cường và cải thiện khả năng chụp hình quay phim số.
A14 được sản xuất bởi TSMC với tiến trình 5 nm, N5. Đồng thời, A14 đã trở thành sản phẩm thương mại chạy trên tiến trình 5 nm đầu tiên. Số bóng bán dẫn được tăng lên 11.8 tỷ, nhiều hơn 38.8% so với A13 là 8.5 tỷ. Theo Semianalysis, kích thước khuôn của bộ xử lý A14 là 88 mm2, với mật độ bóng bán dẫn là 134 triệu bóng bán dẫn trên mỗi mm2. Apple A14 được sản xuất bao gói đi kèm với 4 GB RAM LPDDR4X trên dòng iPhone 12 và 6 GB RAM LPDDR4X trên dòng iPhone 12 Pro.
A14 hỗ trợ khả năng nén video định dạng HEVC và H.264. Nó cũng hỗ trợ giải mã HEVC, H.264, MPEG‑4 Part 2, và Motion JPEG.
A14 về sau được sử dụng làm nền tảng cho dòng chip M1, dùng trên nhiều mẫu máy Macbook và iPad.

## Sản phẩm sử dụng Apple A14 Bionic
- iPad (thế hệ 10)
- iPad Air (thế hệ 4)
- iPhone 12 & 12 Mini
- iPhone 12 Pro & 12 Pro Max

## Biến thể
Bảng bên dưới hiển thị các biến thể chip khác nhau dựa trên vi kiến trúc "Firestorm" và "Icestorm".
| Biến thể | CPU Số nhân (HSC+TKĐ) | Nhân GPU | GPU EU | Graphics ALU | Bộ nhớ (GB) | Số bóng bán dẫn |
| -------- | --------------------- | -------- | ------ | ------------ | ----------- | --------------- |
| A14      | 6 (2+4)               | 4        | 64     | 512          | 4–6         | 11.8 tỷ         |
| M1       | 8 (4+4)               | 7        | 112    | 896          | 8–16        | 16 tỷ           |
| M1       | 8 (4+4)               | 8        | 128    | 1024         | 8–16        | 16 tỷ           |
| M1 Pro   | 8 (6+2)               | 14       | 224    | 1792         | 16–32       | 34 tỷ           |
| M1 Pro   | 10 (8+2)              | 14       | 224    | 1792         | 16–32       | 34 tỷ           |
| M1 Pro   | 10 (8+2)              | 16       | 256    | 2048         | 16–32       | 34 tỷ           |
| M1 Max   | 10 (8+2)              | 24       | 384    | 3072         | 32–64       | 57 tỷ           |
| M1 Max   | 10 (8+2)              | 32       | 512    | 4096         | 32–64       | 57 tỷ           |
| M1 Ultra | 20 (16+4)             | 48       | 768    | 6144         | 64–128      | 114 tỷ          |
| M1 Ultra | 20 (16+4)             | 64       | 1024   | 8192         | 64–128      | 114 tỷ          |